# Гориденяты
Гори́деняты (бел. Гары́дзеняты, пол. Horodzinięta) — деревня в Сморгонском районе Гродненской области Белоруссии.
Входит в состав Жодишковского сельсовета.
Расположена в северной части района. Расстояние до районного центра Сморгонь по автодороге — около 11,5 км, до центра сельсовета агрогородка Жодишки по прямой — менее 8 км. Ближайшие населённые пункты — Берёзы, Козеняты, Сосновка.
Согласно переписи население деревни в 1999 году насчитывало 95 человек.
К востоку от Гориденят располагается ландшафтно-геоморфологический заказник «Мартишки», на территории которого, в полутора километрах от деревни, находится Дубатовское болото.
Вдоль северо-западного края Гориденят проходит автомобильная дорога республиканского значения Р95 Лынтупы — Свирь — Сморгонь — Крево — Гольшаны. Также из деревни начинаются автодороги местного значения:
- Н6130 Гориденяты — Расло — Жодишки — Завидиненты
- Н6767 Гориденяты — Берёзы
- Н7962 Гориденяты — Черняты

Через Гориденяты проходят регулярные автобусные маршруты:
- Сморгонь — Вишнево
- Сморгонь — Комарово
- Сморгонь — Лылойти
- Сморгонь — Нестанишки
- Сморгонь — Свайгини
- Сморгонь — Свирь
- Сморгонь — Старая Рудня
- Сморгонь — Сыроватки
- Сморгонь — Хведевичи